# Elke Gebhardt
Elke Gebhardt (Freiburg im Breisgau, 22 juli 1983) is een wielrenster uit Duitsland.
Op de Europese kampioenschappen baanwielrennen 2012 werd zij derde op het onderdeel puntenkoers. Op de weg won ze in 2005 het puntenklassement in de Ronde van Polen, in 2013 de vierde etappe in de Boels Ladies Tour en in 2014 schreef ze de GP Cham-Hagendorn en de 6e etappe in de Ronde van Thüringen op haar naam.

## Palmares
2005
Puntenklassement Ronde van Polen
2013
4e etappe Boels Ladies Tour
2014
GP Cham-Hagendorn
6e etappe Ronde van Thüringen

### Kampioenschappen
| Kampioenschap     | 2002 | 2003 | 2004 | 2005 | 2006 | 2007 | 2008 | 2009 | 2010 | 2011 | 2012 | 2013   | 2014 |
| ----------------- | ---- | ---- | ---- | ---- | ---- | ---- | ---- | ---- | ---- | ---- | ---- | ------ | ---- |
| NK tijdrit        | 12e  | 17e  | 22e  |      | 18e  | 13e  | 5e   | 8e   | 8e   | 10e  | 14e  | 6e     |      |
| NK wegwedstrijd   | 27e  |      | 28e  |      |      | 17e  | 19e  | 36e  |      | 11e  | 8e   | Zilver | 22e  |
| WK wegwedsttijd   |      |      |      |      |      |      |      |      |      |      |      | DNF    |      |
| WK ploegentijdrit |      |      |      |      |      |      |      |      |      |      | 6e   | 7e     | 7e   |

Aubry · Ehrler · Gebhardt · Hahn · Hanselmann · Heather · Hogan · Hranaiova · Koedooder · Lepistö · Weiss · Zwick
Becker · Busser · Garner · Gebhardt · Johrend · Knol · Mackaij · Markus · Pieters · Tromp · Wild